# Stéphane Morisot
Pour les articles homonymes, voir Morisot.
Stéphane Morisot est un footballeur français né le 11 janvier 1978 à Langres. Il évolue au poste de milieu défensif. Il est parfois surnommé le "Lugano Rouennais" pour sa ressemblance physique avec le défenseur Uruguayen Diego Lugano.

## Carrière
- 1997-1998 :  FC Metz
- 1998-1999 :  ES Troyes AC
- 1999-2004 :  FC Metz
- 2004-2005 :  CS Sedan-Ardennes
- 2005-2006 :  FC Metz
- 2006-2008 :  Chamois niortais FC
- 2008-2011 :  Dijon FCO
- 2011-2013:  FC Rouen
- 2017-:  ESPV[1]